# Maska (divadelní žánr)

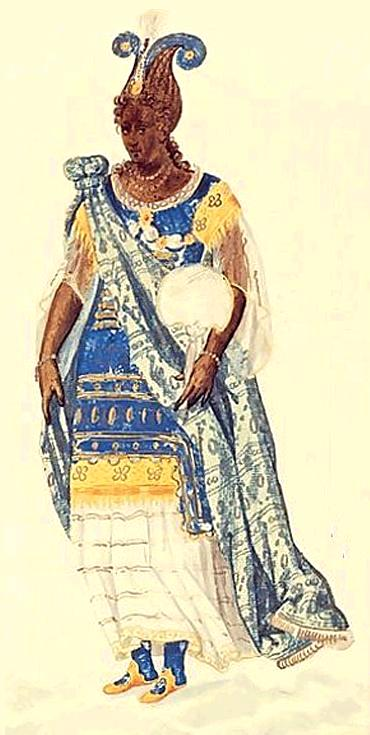
Daughter of Niger, kostým pro masku Bena Jonsona The Masque of Blackness (1605, Maska černoty) od Iniga Jonese.

Maska představovala formu dvorské zábavy kvetoucí v šestnáctém a na počátku sedmnáctého století v Evropě. Byla vytvořena v Itálii. Maska byla vlastně krátkou divadelní hrou (zpravidla veršovanou), zahrnující hudbu, zpěv, tanec a bohatou výpravu, kostýmy atd. Výprava byla zpravidla navrhována výtvarným umělcem, hra sama byla napsána předními skladateli a hudebníky a předváděna předními herci. Herce, hrající němé role, hráli často sami dvořané, někdy i panovníci. Tematika masek byla zpravidla mytologická nebo alegorická.
Žánr masky vznikl v Burgundsku v pozdním středověku, většinou se skládaly z kombinace alegorické chvály panovníka a jeho činů, mytologického příběhu a pastorálního prostředí. Většinou byly hrány k příležitostem jako je narození dítěte, sňatek, korunovace a podobně, byly hrány zpravidla na konci hostiny. Děj byl čerpán z klasické tematiky. Výprava masek byla zpravidla manýristická, hry občas obsahovaly politický podtext, zpravidla podporující politiku panovníka.
Podobná maskám je anglická divadelní tradice němohry (dumbshow), alegorického interludia formou pantomimy, zpravidla pohyblivého (tj. průvodu). Podobná interludia se vyskytují například ve Španělské tragédii Thomase Kyda (1590) nebo ve hrách Williama Shakespeara Hamlet (3,2) a Perikles (3,1). Renesanční maska je ze všech renesančních žánrů patrně nejvzdálenější modernímu dramatickému cítění.
V Anglii se ale hrály i normální masky s činohrou. Mnoho masek napsal dramatik Ben Jonson, předním anglickým autorem výpravy masek byl Inigo Jones. William Shakespeare s oblibou vsouval do svých her pasáže ve formě masky (“divadlo v divadle”), například parodie na masku o Pyramovi a Thisbe ve Snu noci svatojánské, vážná maska je vsuta například do hry Bouře či Jindřich VIII. Pozdější masky byly velmi zaměřeny na hudbu, neměly daleko k opeře, psali je například básník John Dryden či skladatel Henry Purcell.
Výjimečně píší masky i moderní autoři (v roce Ralph Vaughan Williams v masce Job z roku 1930, která má ale blízko spíše k baletu), podobně Constant Lambert v masce Summer's Last Will and Testament (Letní závěť a odkaz), což je spíše zhudebnění masky Thomase Nashe, psané pro arcibiskupa z Canterbury v roce 1592. Obecně se ale dá říci, že modernímu vnímání dramatu je maska velmi vzdálena.